# Волосовская
Волосовская — деревня в Каргопольском районе Архангельской области. Входит в состав У́хотского сельского поселения.

## Географические сведения
Деревня Волосовская находится к западу от озера Лача, на левом берегу реки Лёкшма, напротив деревни Макаровская. Ниже по течению Лёкшмы находится деревня Шульгинская, ещё ниже — деревня Осташевская (почтовое отделение), через которую проходит автотрасса Р1 «Архангельск — Каргополь — Песок (Ухта) — Прокшино». Выше по течению — деревня Кононовская.

## История
В XIX веке Волосовская входила в Каргопольский уезд Олонецкой губернии.
С 2006 года Волосовская входит в состав Ухотского сельского поселения, хотя, первоначально, в 2004 году планировалось деревню включить в состав самостоятельного муниципального образования «Тихмангское».

## Население
| 2002 | 2010 | 2012 |
| ---- | ---- | ---- |
| 11   | ↘0   | ↗1   |

Численность населения деревни, по данным Всероссийской переписи населения 2010 года, составляет 0 человек. На 1.01.2010 в деревне числилось 2 человека. В 2009 году было 3 человека, из них — 2 пенсионера.

### Карты
- Волосовская на Wikimapia
- Топографическая карта P-37-89,90. Каргополь